# Hulk podwójne starcie
Hulk podwójne starcie (ang. Hulk Vs) – film animowany Marvel Animation i Lionsgate z 2009 roku, składający się z dwóch krótkich walk Hulka – jeden z Wolverine'em oraz drugiej z Thorem. Oba krótkie filmy były ocenione przez MPAA jako PG-13. Animacja została wykonana przez Madhouse. Kaare Andrews zapowiedział wydanie filmu na DVD i Blu-ray. Jest to szósty film serii Marvel Animated Features.

## Fabuła

### Hulk vs Wolverine
Wolverine wyrusza w podróż do Kanady aby pokonać zieloną bestię, która według doniesień niszczy tamtejsze miasteczka. Jednak gdy odnajduje wściekłego Hulka, odkrywa iż tak naprawdę nie jest to jego sprawka, za wszystko tak naprawdę odpowiedzialna jest tajemnicza organizacja Weapon X, która chce wykorzystać go jako broń. Logan postawia uratować Hulka z rąk przeciwnika i zniszczyć organizację.

### Hulk vs Thor
Loki postanawia sprowadzić Hulka do Asgardu by pokonać ochronę króla Odyna – Thora i zdobyć władzę. Popełnia jednak wielki błąd, podczas przenoszenia bestii do krainy bogów oddziela Hulka od Bruce’a Bannera. Zielony potwór niekontrolowany już przez Bruce’a wpada w szał i zaczyna siać zniszczenie. Nawet potężny Thor nie jest w stanie stanąć do walki z rozwścieczonym monstrum.

## Obsada
- Fred Tatasciore – Hulk
- Bryce Johnson – Bruce Banner
- Matthew Wolf – Thor
- Graham McTavish – Loki
- Steve Blum – Wolverine / Logan
- Janyse Jaud – Deathstrike
- Mark Acheson – Sabretooth
- Colin Murdock – Omega Red
- Nolan North – Deadpool
- Grey DeLisle – Sif
- Kari Wahlgren – Amora
- Jay Brazeau – Volstagg
- Jonathan Holmes – Fandral
- Paul Dobson – Hogun
- Michael Adamthwaite – Balder
- French Tickner – Odin